# Родбина
Родбина (старословенски: родъ, индоевропски: уородх – „расти“, „ницати“) назив за све особе које потичу од заједничког претка – међусобно у крвној вези. Својту чине особе које су дошле у међусобну везу женидбом. Женина и мужева родбина је тазбина. Родбину чине рођаци.

## Родбинска припадност
Не постоји и није могућа прецизна дефиниција шта је и ко је род. Друштвена структура и схватања унутар заједница одређују границе које подразумијевају родбинску припадност. Сродству по крви еквипарира веза настала грађанским актом усвојења (посинити, покћерити), неким вјерским или народним обичајем (кумство, побратимство), дојењем туђег дјетета (мајка по млијеку) итд. Осјећај родбинске повезаности у неким заједницама је врло јак. Он сеже даље од родбине у правом смислу те ријечи (гдје се по памћењу може реконструисати пријекло од заједничког претка) и прелази на читаво братство, племе и сл. (Ову повезаност код Срба идентификује и овјерава више – мање успјешно, заједничка слава одређене групе људи). У патријархалним системима истичу се права и обавезе очевих рођака, а у матријархалним системима мајчиних рођака (нарочито ујака). У генитилном уређењу чланови рода везани су највише економском нуждом. Настанком класног друштва, родовско се уређење распада, али се његово некадашње постојање још назире у родбинским називима (род „по дебелој крви“, очев род, и род „по танкој крви“, род са мајчине стране). На патријархалном принципу темеље се и наше задруге. Њеним распадом на индивидуалне инокосне породице (отац, мајка, дјеца) знатно је ослабљен осјећај родбинске повезаности. Код нас, као и код већине евро-азијских народа постоји велики број назива за родбину и својту. За ближа кољена називи су стриц, ујак, а за даља описни називи (нпр. жена брата моје свекрве). Код других народа постоји врло издиференциран рјечник родбинских веза и назива. Рецимо код Кинеза постоји посебан назив и посебне норме понашања за млађег и старијег брата, за тетку по оцу и тетку по мајци, у банту језику за мајчину млађу и старију сестру итд. Опет код неких народа, као рецимо у Океанији ових назива има много мање него код нас. Мајком се називају и тетке па чак и друге жене из племена које припадају мајчиној генерацији; слично вриједи и за баку, кћер и унуку. Постоје и називи од миља остали још од прасловенства као што су: брацо, брале, бураз, сеја, сека итд.

## Породица

### Најближа родбина
Мајка, отац, кћер, син, брат, сестра.

### Ближа родбина
Бака, дјед, тетка, стриц, ујак , па слиједе братанци и сестричине.

### Остала родбина
Свекрва, свекар, ташта, таст, дјевер, заова, јетрва, шурак, пашанац, свастика, свак, и др.

## Родбинске обавезе
Међу рођацима постоје извјесне „неписане“ моралне и друге обавезе међусобног помагања, особито у невољи, а у неким срединама и строга обавеза крвне освете. Родбински односи подразумијевају и правне обавезе и посљедице (наслеђивање, туторство, уздржавања и свједочења, право родбинског прекупа, левиратски брак, женидбена запрека итд.)